# Кампо Теокалсинго (Хохутла)
Кампо Теокалсинго (шп. Campo Teocalcingo) насеље је у Мексику у савезној држави Морелос у општини Хохутла. Насеље се налази на надморској висини од 910 м.

## Становништво
Према подацима из 2005. године у насељу је живело 15 становника.

### Хронологија
| Година       | 2005 |
| ------------ | ---- |
| Становништво | 15   |

### Попис
| # | Индикатор                        | Вредност |
| - | -------------------------------- | -------- |
| 1 | Укупно појединачних домаћинстава | 2        |